# 米谷雄二
米谷 雄二（こめたに ゆうじ、1905年〈明治38年〉12月16日 - 没年不明）は、日本の政治家、地主。鳥取県西伯郡中浜村会議員。中浜農協組合長。鳥取県酪農協組連、鳥取県畜産会各監事。曹洞宗龍泉寺責任役員。

## 経歴
鳥取県西伯郡中浜村（現・境港市）の長山家に生まれ、米谷家の養子となる。倉吉農学校卒業後は祖父の遺業の肥料商を家業とするも、感ずる所あってその経営を断つ。1943年、農業会長。また中浜村会議長をつとめる。

## 人物
趣味は読書。住所は境港市新屋町。

## 家族
米谷家
先考の光造は学務委員、米川水利組合会議員。